# Lilian Gonçalves-Ho Kang You
Lilian Gonçalves-Ho Kang You (Paramaribo, 11 november 1946) is een Surinaamse juriste en mensenrechtenactiviste die in Nederland woont en werkt.

## Jeugd en opleiding
Gonçalves werd geboren als Lilian Ho Kang You in Paramaribo. Haar vader, een tandarts, was afkomstig uit een familie van Chinese contractarbeiders en haar moeder was van gemengde afkomst en had zowel Franse als Afrikaanse als Portugees-Joodse voorouders. Na haar Algemene Middelbare School in Paramaribo vertrok ze naar Nederland en ging rechten studeren aan de Rijksuniversiteit Leiden. Na haar afstuderen in 1970 keerde ze naar Suriname terug en kreeg een baan als jurist aangeboden door de toenmalige minister-president bij zijn kabinet. Het hoofd van het kabinet was de jurist Kenneth Gonçalves die haar echtgenoot zou worden.

## Praktijk en staatsgreep
Na haar huwelijk opende haar echtgenoot in 1973 een eigen advocatenpraktijk, waar zij later ook ging werken en partner werd in de maatschap Gonçalves-Ho Kang You. De praktijk liep goed totdat op 25 februari 1980 militairen onder leiding van Desi Bouterse een staatsgreep pleegden. De jaren erna werden moeilijk. Zowel Gonçalves als haar man spraken zich in het openbaar uit over de misstanden en het gebrek aan democratie. Kort na de staatsgreep werd haar broer, Milton Ho Kang You vermoord gevonden in de garage van zijn huis. Hij was doodgeschoten en men vermoedde dat de militairen er de hand in hadden gehad maar de moord is nooit opgelost. In de nacht van 7 op 8 december 1982 werd haar man door de militairen weggevoerd vanuit huis en een paar uur later door hen vermoord. Gonçalves ging op 9 december met haar toen driejarige dochtertje Valerie naar het mortuarium om zijn lichaam te identificeren. In 2000 moest zij het lichaam na opgraving in verband met gerechtelijk onderzoek nogmaals aan de hand van kleding identificeren.

## Verdere loopbaan
Na de moord op haar echtgenoot zette Gonçalves de praktijk voort onder moeilijke vaak rechteloze omstandigheden. In 1983 liep ze zoveel gevaar dat ze besloot met haar dochter naar Nederland te emigreren. Ook hier ging ze werken als advocaat bij een kantoor. Tevens werd ze maatschappelijk weer actief, onder meer bij het Landelijk Bureau Racismebestrijding en bij organisaties op het gebied van ontwikkelingssamenwerking. Van 1994 tot 2000 was ze vicevoorzitter van de Commissie Gelijke Behandeling. Van 1997 tot 2006 was Gonçalves lid van de OPTA, waarvan de laatste jaren als vicevoorzitter. In 2001 werd zij voorzitter van de Nederlandse tak van Amnesty International, waar ze medeverantwoordelijk werd voor het verschuiven van een gematigde koers naar een meer actieve opstelling bij het aankaarten van misstanden, niet enkel bij de 'klassieke' grondrechtenschendingen maar ook bij schendingen van sociale grondrechten. In 2005 werd ze opgevolgd door Bart Stapert. In september 2006 werd Gonçalves benoemd tot voorzitter van het International Executive Committee van Amnesty International te Londen, maar een jaar later werd ze niet herkozen. Ze bleef bestuurslid tot de zomer van 2009. In 2005 ontving zij vanwege haar werk voor Amnesty International de prijs van de Nederlandse Juristen-Vereniging. De 13de Mandeville-lezing werd op 30 mei 2007 in de aula van de Erasmus Universiteit Rotterdam door haar uitgesproken. Het onderwerp van de lezing was 'Grenzeloze waardigheid'. In maart 2008 werd haar de Aletta Jacobsprijs 2008 van de Rijksuniversiteit Groningen toegekend. De jury had voor Gonçalves gekozen vanwege haar sterke maatschappelijke betrokkenheid, haar inzet voor de mensenrechten en in het bijzonder voor de rechten van vrouwen.
Begin 2009 werd Gonçalves staatsraad in buitengewone dienst (thans staatsraad genoemd). In juli van dat jaar werd ze benoemd in de Staatscommissie Grondwet. Ze is voorzitter van het Prins Claus Fonds, commissaris van het Concertgebouw, bestuurder van Stichting De Nieuwe Kerk in Amsterdam en het Institute of Social Studies in Den Haag, lid van de raad van toezicht van het Mauritshuis en lid van de Raad van Commissarissen van Berenschot. Ook is zij voorzitter van de Stichting Juridische Samenwerking Nederland-Suriname, lid van de Adviesraad Internationale Vraagstukken en de raad van advies van stichting Giving Back, die kansarme jongeren helpt bij het volgen van hoge opleidingen. Voorts is ze bestuurslid van de Radboud Universiteit, lid van de adviesraad van de Nederlandse Orde van Advocaten en van het Adviescollege dialooggroep slavernijverleden. Ze was tevens de eerste voorzitter van de Werkgroep Caraïbische Letteren van de Maatschappij der Nederlandse Letterkunde, en maakt nu deel uit van de adviesraad van deze werkgroep. In 2011 werd Gonçalves door minister De Jager van Financiën benoemd tot bestuurder van de Stichting administratiekantoor beheer financiële instellingen (NLFI). In 2015 ontving Gonçalves een eredoctoraat van de Universiteit Leiden.
Ze ontving in oktober 2020 de Gouden Zandloper Oeuvreprijs. In dezelfde maand bracht een commissie van de Raad voor Cultuur, die onder haar voorzitterschap stond, een advies uit aan de minister van Cultuur inzake koloniale roofkunst, en adviseerde om in voormalige koloniën buitgemaakte cultuurgoederen onvoorwaardelijk terug te geven wanneer het land van herkomst daarom verzoekt.
Op haar 65e verjaardag (11 november 2011) hertrouwde zij met Antoine de Kom.